# Ferdinand Bie
Ferdinand Reinhardt Bie (Drammen, 18 febbraio 1888 – Kristiansand, 8 novembre 1961) è stato un multiplista norvegese.

## Carriera
Secondo classificato nella gara di pentathlon ai Giochi olimpici di Stoccolma 1912, per 69 anni fu accreditato della medaglia d'oro, che non gli fu tolta nemmeno quando Jim Thorpe, il vincitore, fu riaccreditato dell'oro nel 1982. Successivamente nel 2022 il Comitato Olimpico ha ufficialmente riconosciuto Thorpe come unico vincitore delle medaglie d’oro nel decathlon e nel pentathlon ai giochi olimpici del 1912, e ai due atleti giunti dietro di lui fu riassegnata la medaglia d’argento.

## Palmarès
| Anno | Manifestazione  | Sede      | Evento     | Risultato | Punteggio |
| ---- | --------------- | --------- | ---------- | --------- | --------- |
| 1912 | Giochi olimpici | Stoccolma | Pentathlon | Argento   | 16        |